# Pidonia ingenua
Pidonia ingenua là một loài bọ cánh cứng trong họ Cerambycidae.